# Suragina pacaraima
Suragina pacaraima är en tvåvingeart som beskrevs av José Albertino Rafael 1991. Suragina pacaraima ingår i släktet Suragina och familjen bäckflugor. Inga underarter finns listade i Catalogue of Life.